# Rajae Imran
Rajae Imran hay Raja Imrane (tiếng Ả Rập: رجاء عمران là một nữ diễn viên và nhà báo người Maroc.

## Sự nghiệp
Rajae Imran  nổi tiếng với những vai trò quan trọng của mình trong bộ phim truyền hình Al Mostadaafoun (المستضعفون, The Underdogs) như Aicha với diễn viên Rachid El Ouali, đó là sự xuất hiện đầu tiên của cô. Cô cũng từng làm việc trong một số sản phẩm của Maroc như Aalach ya waldi?, Đàn ông Wahda Bezzaf, Machaf Mara.

## Tác phẩm đáng chú ý
- Al mostadaafoun (Những kẻ thua kém)
- Aalach ya waldi (tại sao con trai tôi.. ?)
- Rommana w Bertal (Rommana và Bertal)
- Herch
- Wahda men Bezzaf
- Ma cà rồng